# 12936 Glennschneider
12936 Glennschneider este o planetă minoră (asteroid), cu un diametru de 5,136 km, din centura de asteroizi. A fost descoperită pe 24 septembrie 1960 la Observatorul Palomar de Cornelis Johannes van Houten. 
Obiectul prezintă o orbită caracterizată de o semiaxă mare de 2,8314496 UAi, o excentricitate de 0,04, o înclinație de 2,14212 ° în raport cu ecliptica.